# Oxyaena
Oxyaena (do grego oxys, "agudo, afiado",e de hyaena, forma latinizada do grego hyaina, "hiena", no significado primitivo e literal, "porca") era um gênero de mamíferos extintos, pertencente à família dos Oxyaenidae, superfamília dos Oxyaenoidea e ordem dos Creodonta. Viveram no Eoceno Inferior da América do Norte, e possivelmente da Ásia.

## Taxonomia
Oxyaena Cope,1874
- Oxyaena lupina - Cope,1874 - Eoceno, Wasatchian - EUA
- Oxyaena simpsoni - Van Valen, 1966 - EUA
- Oxyaena gulo - Matthew,1915 - Eoceno, Wasatchian (Wa2-Wa3) - EUA
- Oxyaena intermedia - Denison,1938 - Eoceno, Wasatchian (Wa4-Wa5) - EUA
- Oxyaena forcipata - Cope,1874 - Eoceno, Wasatchian (Wa5-Wa6) - EUA
- Oxyaena pardalis - Matthew,1915 - EUA